# Roots Hall
Roots Hall es un estadio multiusos ubicado en Southend-on-Sea, Inglaterra. A fecha de 2007 su uso principal es albergar partidos de fútbol, siendo la casa del equipo Southend United F.C.. 
La capacidad oficial del estadio es de 12 306 espectadores; en el partido jugado contra el Bristol City el 6 de mayo del 2006 ingresaron 11 387 personas. Fue construido por el Southend Supporters Trust e inaugurado en 1955. Southend United espera mudarse del antiguo estadio de Roots Hall al nuevo de Fossetts Farm en el 2008.
- Datos: Q475446
- Multimedia: Roots Hall / Q475446